# Andropolia aspera
Andropolia aspera là một loài bướm đêm trong họ Noctuidae.